# Blechnum confluens
Blechnum confluens är en kambräkenväxtart som beskrevs av Diederich Franz Leonhard von Schlechtendal och Cham. Blechnum confluens ingår i släktet Blechnum och familjen Blechnaceae. Inga underarter finns listade.